# 埃米利亚诺·布伦比拉
埃米利亚诺·布伦比拉（義大利語：Emiliano Brembilla，1978年12月21日—），意大利男子游泳运动员。他曾代表意大利参加1996年、2000年、2004年和2008年夏季奥林匹克运动会游泳比赛，获得一枚铜牌。